# Villa Cottrau

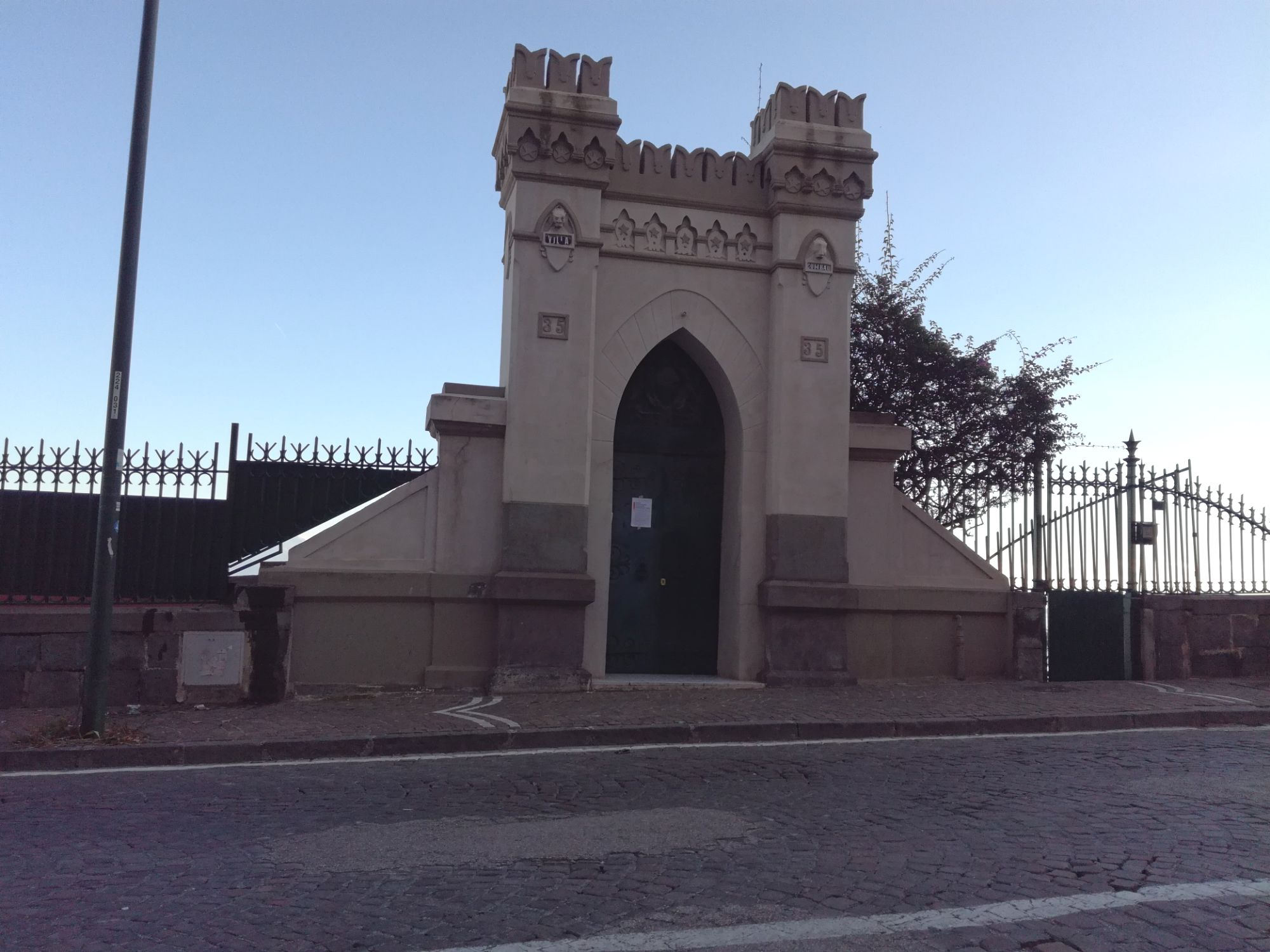
Eingang zur Villa Cottrau in Neapel

Die Villa Cottrau ist ein Landhaus aus dem 19. Jahrhundert im Viertel Posillipo der Stadt Neapel in der italienischen Region Kampanien. Es liegt in der Via Posillipo, 35.

## Geschichte
Im Jahre 1875 ließ Alfredo Cottrau ein schönes Landhaus auf Basis eines alten Bauernhauses errichten. Cottrau, der einen französischen Vater hatte, war ein bekannter Bauingenieur und baute Straßen, Brücken und ähnliche Konstruktionen.

## Villa Cottrau auf Capri
Alfredo Cottrau kaufte 1881 eine Villa in der Nähe von Matermania, die zuvor von Mönchen genutzt wurde. Er ließ daran verschiedene Umbauten und Arbeiten unter Leitung des protorationalistischen Architekten Ceas durchführen, sodass ein wundervolles Haus im Grünen entstand, von dem aus man einen Blick über ganz Capri hat.